# Vickers Vildebeest
Il Vickers Vildebeest (gnu, in lingua afrikaans) era un biplano monomotore, realizzato dall'azienda britannica Vickers-Armstrongs nella seconda metà degli anni venti.
Realizzato per l'utilizzo come aerosilurante, venne impiegato dalla Royal Air Force a partire dal 1933; alcuni esemplari rimasero in servizio fino al 1942 e presero parte alla seconda guerra mondiale.

## Storia del progetto

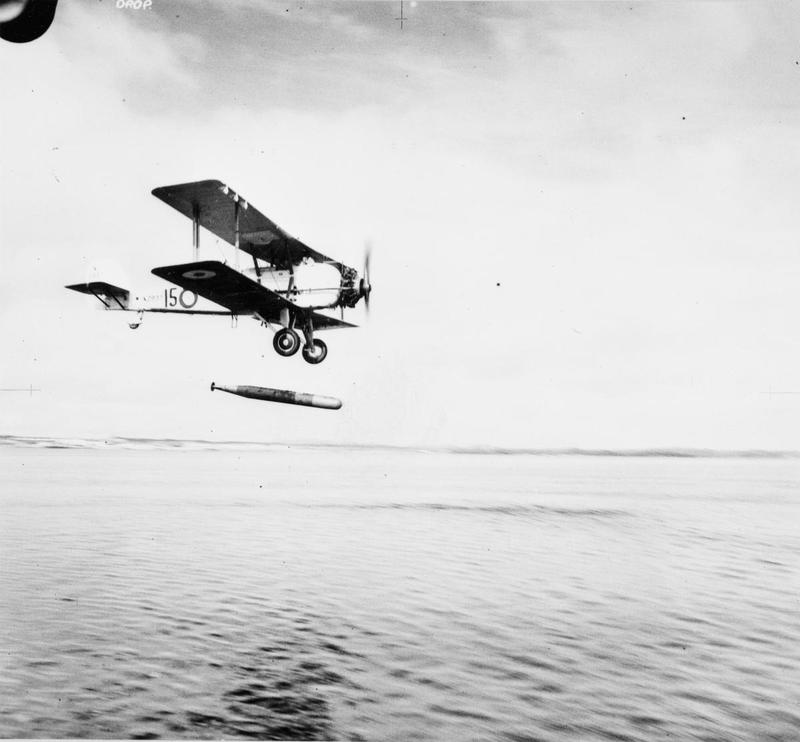
Vildebeest Mk II del No. 100 Squadron della RAF mentre sgancia un siluro, durante un'esercitazione del 1936.

Il Vildebeest fu realizzato in risposta alla specifica 24/25 con la quale l'Air Ministry chiedeva la realizzazione di un velivolo destinato a rimpiazzare l'Hawker Horsley nel ruolo di silurante presso il Coastal Command della RAF.
Il Vickers Type 132 (come da sigla identificativa aziendale), venne portato in volo per la prima volta nell'aprile del 1928 e risultò vincitore rispetto ai concorrenti Blackburn Beagle e Handley Page HP.34 Hare.
Lo sviluppo del Vildebeest fu costellato da problemi con i propulsori: inizialmente il progetto prevedeva l'utilizzo del Bristol Orion (motore dotato di compressore volumetrico il cui sviluppo venne poi abbandonato) ma, stante l'indisponibilità del propulsore in questione, si provvide a sostituirlo dapprima con un Armstrong Siddeley Panther, poi con un Bristol Jupiter VIII ed infine con uno Jupiter XF. Tuttavia anche questi motori si rivelarono inadeguati: in particolare gli Jupiter a causa della loro costante tendenza al surriscaldamento. I problemi furono, finalmente, superati solo con l'impiego del nuovo motore Bristol XFBM che avrebbe presto preso il nome di Pegasus.
La Vickers nel frattempo procedeva, per iniziativa privata, a realizzare un prototipo che poteva facilmente alloggiare sia il carrello d'atterraggio (di tipo triciclo posteriore, fisso) che una coppia di galleggianti a scarponi. Per promuoverne le vendite, nel corso del 1931, il Vildebeest venne esposto al British Empire Trade Exhibition di Buenos Aires; per lo stesso motivo, nel settembre dello stesso anno, fu protagonista di un tour di presentazione nel Nord Europa.
Nel 1932, dopo una lunga serie di prove comparative, il Vildebeest venne ordinato dal governo spagnolo: il 27 marzo il primo esemplare venne consegnato a Madrid mentre altri 26 sarebbero stati costruiti dall'azienda locale CASA, in seguito all'acquisto della relativa licenza. Questi velivoli erano dotati del motore 12 cilindri a V Hispano-Suiza 12Lbr da 595 hp e vennero identificati come Type 245.
Il precedente Type 244 fu invece la prima versione utilizzata dalla RAF: motorizzata con un Bristol Pegasus I, venne introdotta nel corso del 1933, ricevendo la denominazione di Vildebeest Mk.I. Successivamente, in un breve lasso di tempo, fecero la loro comparsa prima il Type 258 (Mk.II per la RAF), dotato di motore Pegasus IIM3 da 660 hp ed il Type 277 (Mk.III) che introduceva un terzo membro d'equipaggio in funzione di navigatore.
Nel corso del 1931, in risposta ad una specifica per un velivolo multiruolo destinato a sostituire sia il Fairey III che il Westland Wapiti, la Vickers-Armstrongs presentò un'apposita versione del Vildebeest (internamente identificata come Type 266) che fu designata Vincent ed entrò in servizio nel 1934.
Nel 1937 fece la propria comparsa il Type 286 (Mk.IV): motorizzato con il radiale a 9 cilindri Bristol Perseus da 825 hp, fu il primo aereo al mondo dotato di motore con valvole a fodero.

## Tecnica
Il Vickers Vildebeest era un biplano monomotore; la struttura era interamente metallica con rivestimento in tela. Il carrello fisso, di tipo triciclo anteriore, era studiato in modo da poter essere facilmente sostituito da una coppia di galleggianti a scarponi, per l'impiego come idrovolante. Le ali erano di dimensioni identiche ed erano dotate di ipersostentatore Handley Page.
La motorizzazione fu oggetto di diversi cambiamenti nel corso dello sviluppo: il propulsore inizialmente previsto, il radiale a 9 cilindri Bristol Orion, dapprima subì ritardi nello sviluppo ed in un secondo tempo venne definitivamente abbandonato. I primi esemplari del Vildebeest vennero quindi dotati dapprima di propulsore Armstrong Siddeley Panther (radiale a 14 cilindri) poi con il 9 cilindri Bristol Jupiter, che tuttavia diede problemi di surriscaldamento che indussero la Vickers a cercare una diversa soluzione.
Mentre la versione destinata all'aviazione spagnola venne equipaggiata con il 12 cilindri a V Hispano-Suiza 12Lbr, le prime macchine di serie acquistate dalla RAF erano dotate del motore radiale (ancora una volta a 9 cilindri) Bristol Pegasus, uno sviluppo del precedente Jupiter.
L'ultima serie di Vildebeest prodotta venne infine equipaggiata con motori Bristol Perseus che, primo al mondo, impiegava un sistema di distribuzione basato su valvole a fodero.
L'armamento standard del Vildebeest era costituito da un siluro del diametro di 457 mm (alloggiato tra le gambe del carrello) che poteva essere sostituito da una bomba da 1 000 lb (pari a 454 kg).
La dotazione difensiva era costituita da due mitragliatrici calibro 7,7 mm: una Vickers posizionata in postazione fissa nella parte anteriore della fusoliera, sparante attraverso il disco dell'elica, ed una Lewis, brandeggiabile, installata nella postazione del navigatore/bombardiere.

## Impiego operativo
Come detto, l'esordio operativo del Vildebeest avvenne ad opera delle Fuerzas Aéreas de la República Española, nel 1932. Quella spagnola fu anche la prima forza armata ad impiegare il velivolo in combattimento, durante la guerra civile, a partire dal 1936.
Nel corso del 1932 anche la RAF decise per l'introduzione del Vildebeest nei reparti prevedendone la consegna, a partire dall'estate, al No.100 Squadron. In realtà la data effettiva di entrata in servizio slittò fino all'anno successivo.
Nel 1935 il Vildebeest venne acquistato anche dalla Royal New Zealand Air Force in 12 esemplari della versione Mk.III. La stessa RNZAF avrebbe ricevuto altri 27 velivoli di diverse versioni, precedentemente già utilizzati dalla RAF, a partire dal 1940.
I velivoli inglesi e neozelandesi (questi ultimi inquadrati nei gruppi di volo neozelandesi della RAF) parteciparono attivamente ad operazioni di combattimento durante la seconda guerra mondiale, specificamente nel teatro orientale. Le ultime operazioni cui presero parte risalgono ai primi mesi del 1942, quando parteciparono alle azioni di contrasto allo sbarco giapponese ad Endau nell'odierna Malaysia (durante quella che viene ricordata come battaglia di Endau) e ad alcuni attacchi alla flotta della Marina imperiale giapponese al largo di Giava.

## Versioni
Prototipi

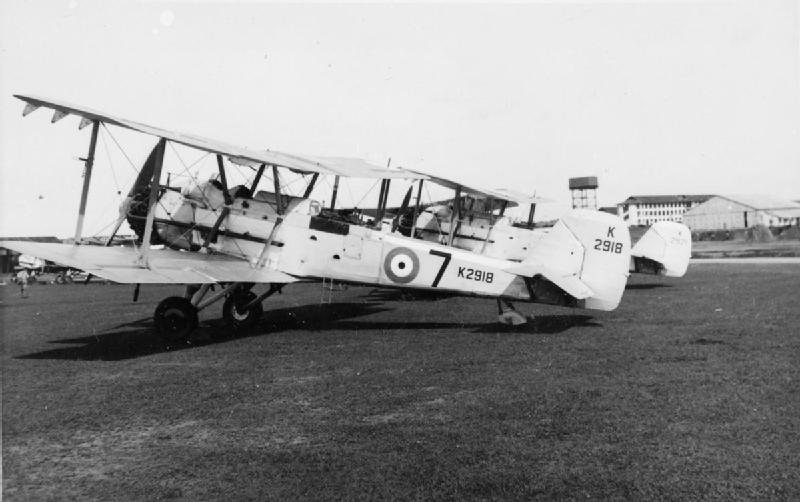
Due Vildebeest Mk.II presso la base RAF di Seletar, nei pressi di Singapore.

- Type 132: prototipo, dotato di motore radiale Bristol Jupiter VIII da 460 hp.
- Type 192:
- Type 194:
- Type 209:
- Type 214: esemplare dotato di motore Bristol XFBM (il futuro Pegasus)

Versioni di serie
- Type 244 - Vildebeest Mk.I: versione motorizzata con un radiale Bristol Pegasus IM3 da 635 hp, presentava modifiche nella parte finale della fusoliera.
- Type 245: versione prodotta su licenza in Spagna, dotata di motore V12 Hispano-Suiza 12L.
- Type 258 - Vildebeest Mk.II: impiegava il motore radiale Bristol Pegasus IIM3 da 660 hp.
- Type 266 - Vincent: versione destinata all'aerocooperazione, alla ricognizione ed al bombardamento leggero; strutturalmente simile al Vildebeest Mk.III, al centro della fusoliera (al posto del siluro) alloggiava un serbatoio ausiliario di carburante.
- Type 277 - Vildebeest Mk.III: presentava l'abitacolo posteriore di maggiori dimensioni, al fine di alloggiare un terzo membro d'equipaggio.
- Type 286 - Vildebeest Mk.IV: ultima versione di serie, dotata di motore Bristol Perseus VIII da 825 hp.

I dati relativi alle versioni sono tratti da Enciclopedia l'Aviazione.

## Sviluppi correlati

### Vickers Vincent
In risposta alla specifica G4/31 (con la quale l'Air Ministry richiedeva un velivolo multiruolo da adibire a compiti di bombardamento leggero, attacco al suolo ed aerocooperazione e da destinare prevalentemente ai reparti schierati in Medio Oriente) la Vickers presentò una versione apposita del Vildebeest, modificando uno degli esemplari in produzione.
Il velivolo così realizzato, rinominato Vincent, non presentava sostanziali differenze con il Vildebeest: la principale modifica era costituita dall'introduzione di un serbatoio di carburante supplementare, posizionato tra le ruote del carrello in sostituzione del siluro.
Il Vincent venne messo alla prova con un lungo viaggio nel dicembre del 1932, durante il quale raggiunse diverse basi in Africa orientale facendosi apprezzare per la capacità di carico e per l'autonomia. Il successo ottenuto si tramutò in ordini di produzione e tra il 1934 ed il 1936 la RAF ricevette 197 esemplari del Vincent, dei quali 61 vennero successivamente trasferiti alla Royal New Zealand Air Force, analogamente a quanto già avvenuto per i Vildebeest.
Anche nel caso del Vincent la vita operativa si protrasse fino ai primi anni quaranta ed alla seconda guerra mondiale: in particolare gli esemplari ancora in servizio per la RAF furono impiegati in Africa orientale contro le truppe italiane ed in Iraq durante i combattimenti seguiti al colpo di Stato del 1941. Gli ultimi Vincent rimasero in servizio fino al 1943.

## Utilizzatori
Nuova Zelanda
- Royal New Zealand Air Force

 Regno Unito
- Royal Air Force

 Spagna
- Fuerzas Aéreas de la República Española